# PDF-XChange Viewer
PDF-XChange Viewer (obecnie zastąpiony przez PDF-XChange Editor) – darmowa przeglądarka plików PDF dla systemu Microsoft Windows. Zawiera także odpowiednią wtyczkę dla przeglądarek internetowych. Podstawowy program, który można ściągnąć za darmo, posiada także dodatkowe możliwości, takie jak dodawanie, podkreślanie i przekreślanie tekstu, rysowanie, dodawanie notatek i inne. Jest także dostępna płatna wersja z jeszcze większymi możliwościami.
Program wspiera także zapisywanie wypełnionych formularzy PDF (AcroForms) oraz import/eksport danych formularzy w formacie FDF/XFDF.